# Лантана (Тексас)
Лантана (енгл. Lantana) насељено је место без административног статуса у америчкој савезној држави Тексас.

## Демографија
По попису из 2010. године број становника је 6.874.
| Група             | 2000.    | 2010.         |
| Белци             | 0 (0,0%) | 5.419 (78,8%) |
| Афроамериканци    | 0 (0,0%) | 308 (4,5%)    |
| Азијати           | 0 (0,0%) | 337 (4,9%)    |
| Хиспаноамериканци | 0 (0,0%) | 653 (9,5%)    |
| Укупно            | 0        | 6.874         |